# Valrico
Valrico est une census-designated place située dans le comté de Hillsborough, dans l’État de Floride, aux États-Unis.

## Démographie
| 2000  | 2010   | - | - | - | - |
| ----- | ------ | - | - | - | - |
| 6 582 | 35 545 | - | - | - | - |

Lors du recensement de 2010, elle comptait 35 545 habitants.

## Source
- (en) Cet article est partiellement ou en totalité issu de l’article de Wikipédia en anglais intitulé « Valrico, Florida » (voir la liste des auteurs).